# Necromys obscurus
El ratón oscuro (Necromys obscurus) es una especie de roedores de la familia Cricetidae. Suele encontrarse en Argentina y Uruguay.